# Salou Challenger 1990
Il Salou Challenger 1990 è stato un torneo di tennis facente parte della categoria ATP Challenger Series nell'ambito dell'ATP Challenger Series 1990. Il montepremi del torneo era di $75 000 ed esso si è svolto nella settimana tra il 2 luglio e l'8 luglio 1990 su campi in terra rossa. Il torneo si è giocato a Salou in Spagna.

## Vincitori

### Singolare
Marcelo Filippini ha sconfitto in finale  Jimmy Arias con il punteggio di 6–3, 6–1.

### Doppio
Neil Borwick /  David Lewis hanno sconfitto in finale  Jimmy Arias /  Steve DeVries con il punteggio di 6–3, 5–7, 6–3.